# Dia Internacional pela Eliminação da Violência contra a Mulher
O Dia Internacional pela Eliminação da Violência contra a Mulher celebra-se anualmente no 25 de novembro para denunciar a violência contra as mulheres no mundo todo e exigir políticas em todos os países para sua erradicação. A convocação foi iniciada pelo movimento feminista latinoamericano em 1981 para marcar a data em que foram assassinadas as irmãs Mirabal na República Dominicana. Em 1999, a Assembleia Geral das Nações Unidas em sua resolução 54/134 assumiu o 25 de novembro como data para a jornada de reivindicação convidando governos, organizações internacionais e organizações não governamentais a convocar atividades dirigidas a sensibilizar a opinião pública sobre o problema da violência contra a mulher.
A violência de gênero tornou-se um problema estrutural que afeta as mulheres aumentando a subordinação ao gênero masculino. Origina-se na falta de igualdade das relações entre homens e mulheres em diferentes âmbitos e a discriminação persistente para as mulheres. Trata-se de um problema social presente tanto no âmbito doméstico quanto no público em diferentes vertentes: física, sexual, psicológica, econômica, cultural, etc. e afetam as mulheres desde o nascimento até a idade avançada. Não está confinada a uma cultura, região ou país específico, nem a grupos particulares de mulheres na sociedade.
O combate contra a violência de gênero tem uma importante dimensão política, afirmam especialistas de diferentes âmbitos. A educação e uma resposta adequada da justiça que evite a impunidade são importantes chaves para lutar contra a violência que oprime as mulheres. Atingir a igualdade de género passa necessariamente por «transformar as regras sociais» e os papéis que subordinam a mulher, defende a diretora regional de ONU Mulheres para as Américas e o Caribe, Luiza Carvalho.
A forma mais comum de violência experimentada por mulheres a nível mundial é a violência física infringida por um casal íntimo, incluindo mulheres golpeadas, obrigadas a ter relações sexuais ou abusadas de alguma outra maneira. Entre as formas cotidianas de violência contra as mulheres —denuncia a ONU— encontra-se também o tráfico de mulheres, a mutilação genital feminina, o assassinato por causa de dote, o "homicídio por honra", a violência sexual nos conflitos armados, etc.
Até 70 por cento das mulheres sofrem violência ao longo da sua vida.

## História
No dia 25 de novembro de 1960 na República Dominicana foram assassinadas as três irmãs Mirabal, ativistas políticas, por ordem do ditador dominicano Rafael Leónidas Trujillo.
Em 1981 celebrou-se em Bogotá, Colômbia, o Primeiro Encontro Feminista Latinoamericano e do Caribe, onde se decidiu marcar o 25 de novembro como o Dia Internacional da não Violência contra as Mulheres, em memória das irmãs Mirabal.
Em 1993, a Assembleia Geral das Nações Unidas aprovou a Declaração sobre a Eliminação da Violência contra a Mulher, na qual se definiu o termo violência contra a mulher como:
Todo ato de violência baseado no gênero que tem como resultado possível ou real um dano físico, sexual ou psicológico, incluidas as ameaças, a coerção ou proibição arbitrária da liberdade, que pode ocorrer tanto na vida pública quanto na vida privada.
Na Assembleia reconheceu-se que era necessária «uma clara declaração dos direitos que se devem aplicar para assegurar a eliminação de toda a violência contra a mulher em todas suas formas, e um compromisso dos Estados e da comunidade internacional em geral para eliminar a violência contra a mulher».
No 17 de dezembro de 1999, a Assembleia Geral das Nações Unidas designou o 25 de novembro como o Dia Internacional da Eliminação da Violência contra a Mulher. A ONU convidou a governos, organizações internacionais e organizações não governamentais a organizar atividades dirigidas a sensibilizar o público ao respeito do problema neste dia como uma celebração internacional.
Primeiro UNIFEM e posteriormente ONU Mulheres renovam anualmente o compromisso da luta contra a violência de género como uma prioridade.
Em outubro de 2006 apresentou-se o Estudo a fundo sobre todas as formas de violência contra a mulher, que demonstra que existem obrigações concretas dos Estados para prevenir esta violência, para tratar suas causas (a desigualdade histórica e a discriminação generalizada), bem como para pesquisar, processar e castigar aos agressores.
Dia Internacional pela Eliminação da Violência contra a Mulher
Por que este é Dia internacional?
 Devido a: * A violência contra a mulher é uma violação dos direitos humanos. * A violência contra a mulher é consecuência da discriminação que sofre, tanto nas leis como na prática, e a persistência das desigualdades por questões de gênero. * A violência contra a mulher afeta e impede o avance em muitas áreas, incluidas a erradicação da pobreza, a luta contra o HIV/AIDS e a paz e a segurança. * A violência contra as mulheres e as crianças pode ser evitada. A prevenção é possível e essencial. * A violência contra a mulher continua sendo uma pandemia global. Cerca de 70 % das mulheres sofrem violência na vida. Desde o 25 de novembro até o 10 de dezembro, Dia dos Direitos Humanos, a campanha 16 días de ativismo contra a violência de gênero tem por objetivo sensibilizar e mobilizar o público em todo o mundo para conseguir uma mudança. Este ano, a campanha do Secretário Geral "ÚNETE para pôr fim a violência contra as mujeres"  convida a «pintar o mundo de laranja», usando assim a cor escolhida pela campanha como símbolo de um futuro mais brilhante sem violência.— Organização das Nações Unidas

## Problema no âmbito mundial: políticas públicas e luta contra a impunidade

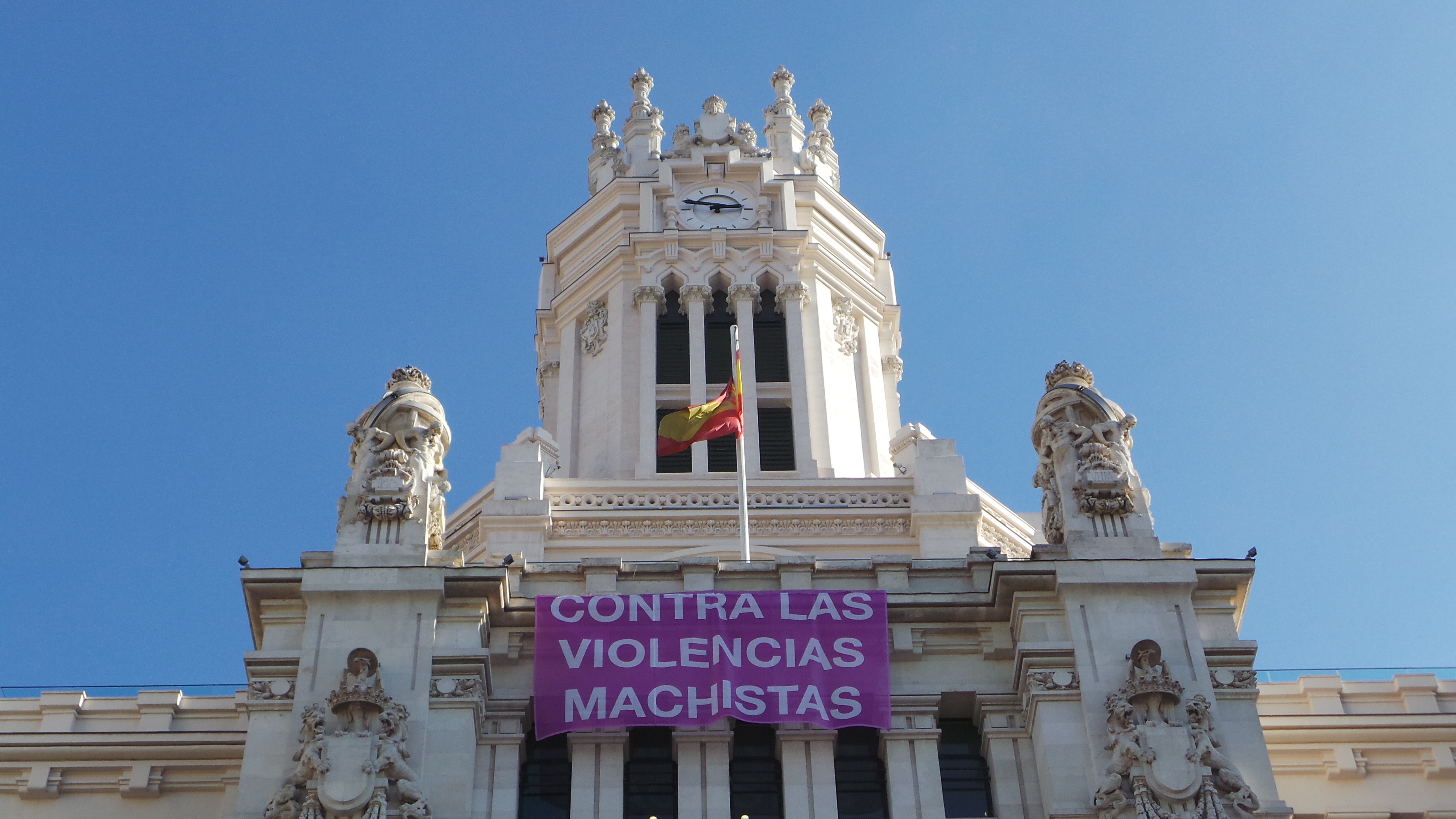
Prefeitura de Madri. Novembro de 2015

Ainda que a legislação contra a violência de gênero e o feminicídio tenha avançado durante a primeira década do século XXI, um dos problemas que se mantém é a impunidade.
Por outro lado ainda muitos países têm legislações precárias contra a violência de gênero, como sua abordagem através das políticas públicas não é transversal torna-se, sem dúvida, insuficiente. Junto com diferenças culturais, a forma em que as inequidades de gênero se produzem está relacionada com as possibilidades que brindam os sistemas políticos, econômicos, sanitários e de segurança social em cada país para o desenvolvimento de suas cidadãs e cidadãos. As políticas públicas reforçam ou reduzem o impacto de gênero na saúde das mulheres e dos homens, pois não existem políticas neutras apenas as que são "cegas ao gênero". Neste sentido, a ordem social, o funcionamento jurídico, institucional, políticas e programas podem contribuir para uma maior igualdade ou manter e até aprofundar e construir novas desigualdades.
A ausência de certas políticas indica que o Estado não está se responsabilizando pelas desigualdades de gênero existentes, o que se manifesta em diferentes setores da vida social. Por exemplo, a ausência de políticas que instalem conteúdos não sexistas no sistema educativo, sem abordar ali a reprodução de construções culturais que atentam contra a igualdade de gênero.
De maneira mais crítica, existem leis e políticas que não só ignoram, mas também acionam mecanismos que geram violência e maiores desigualdades de género; este é, entre outros, o caso do aborto.

## Anos anteriores
| Ano  | Anos anteriores                                                     |
| ---- | ------------------------------------------------------------------- |
| 2016 | Dia Internacional pela Eliminação da Violência contra a Mulher 2016 |
| 2015 | Dia Internacional pela Eliminação da Violência contra a Mulher 2015 |
| 2014 | Dia Internacional pela Eliminação da Violência contra a Mulher 2014 |
| 2013 | Dia Internacional pela Eliminação da Violência contra a Mulher 2013 |
| 2012 | Dia Internacional pela Eliminação da Violência contra a Mulher 2012 |
| 2011 | Dia Internacional pela Eliminação da Violência contra a Mulher 2011 |
| 2010 | Dia Internacional pela Eliminação da Violência contra a Mulher 2010 |
| 2009 | Dia Internacional pela Eliminação da Violência contra a Mulher 2009 |
| 2008 | Dia Internacional pela Eliminação da Violência contra a Mulher 2008 |
| 2007 | Dia Internacional pela Eliminação da Violência contra a Mulher 2007 |
| 2006 | Dia Internacional pela Eliminação da Violência contra a Mulher 2006 |
| 2005 | Dia Internacional pela Eliminação da Violência contra a Mulher 2005 |